# 35623 Pedrodavid
35623 Pedrodavid è un asteroide della fascia principale. Scoperto nel 1998, presenta un'orbita caratterizzata da un semiasse maggiore pari a 2,610686 UA e da un'eccentricità di 0,072756, inclinata di 11,534134° rispetto all'eclittica. Ha un diametro di 4,906 km.